# Edouard Beaupré

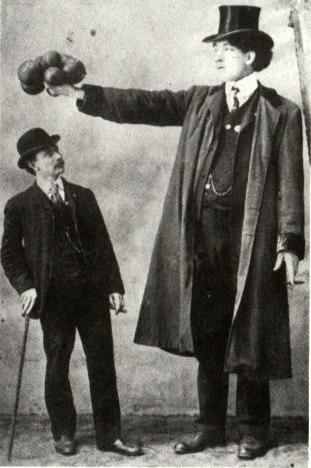
Edouard Beaupré till höger i bild.

Edouard Beaupré, född 9 januari 1881, död 3 juli 1904, var en cirkus- och freak show-jätte, som med sin längd 252 cm är en av världens längsta dokumenterade personer någonsin.
Beaupré var den äldsta av 20 barn till Gaspard och Florestine (född Piche) Beaupré i den nybildade församlingen av Willow Bunch i Saskatchewan i Kanada. Vid sin födsel var Beaupré av normal längd och vikt. Han började efter tre års ålder att växa i onormal snabb takt, och var vid en ålder av nio redan cirka 185 cm. Som ung hade Edouard drömmar om att bli cowboy. Han bestämde sig senare att använda sin enorma längd till familjeförsörjning, då han började turnera på olika freak shows runt om i Nordamerika i utbyte mot betalning. Utöver sin längd blev Beaupré känd för sin enorma styrka, och fick smeknamnet "Willow Bunch Giant". Han blev senare anställd på det amerikanska cirkusbolaget Barnum and Bailey Circus där han nådde stora framgångar.
1902 drabbades Beaupré av tuberkulos, och 1904 blev hans hälsa kraftigt försämrad, varav han senare avled på ett sjukhus i St. Louis den 3 juli 1904.